# 페테르술꼬리쥐
페테르술꼬리쥐(Eliurus petteri)는 붉은숲쥐과에 속하는 설치류의 일종이다. 마다가스카르 섬 저지대 동부 지역에서 발견된다. 1994년에 처음 기술되었고, 근연종은 작은 그랑디디에술꼬리쥐(Eliurus grandidieri)이다. 열대우림에서 발견되고 야행성 동물이고 독거 생활을 한다는 사실 이외는 자연사는 사실상 알려져 있지 않다. 서식지 파괴와 파편화 때문에 위협을 받고 있으며, IUCN 적색 목록에서 "멸종위기종"으로 분류하고 있다.